# Mã Thủ Ứng
Mã Thủ Ứng (giản thể: 马守应; phồn thể: 馬守應; bính âm: Mǎ Shǒuyīng, ? – 1644), còn có tên là Mã Thủ Ngọc, dân tộc Hồi, xước hiệu là Lão Hồi Hồi, người Tuy Đức, Thiểm Tây, một trong 5 thủ lĩnh của Cách, Tả ngũ doanh thuộc phong trào khởi nghĩa nông dân cuối đời Minh.

## Quá trình hoạt động

### Buổi đầu khởi nghĩa
Vào đời Minh, người Hồi trải khắp cả nước. Ở các nơi như quê hương châu Tuy Đức của Mã Thủ Ứng và phủ Duyên An thuộc bắc bộ Thiểm Tây, Bình Lương, Khánh Dương thuộc đông bộ Cam Túc đều có khu vực dành cho người Hồi sinh sống. Cuối đời Minh, thiên tai liên tiếp khiến cho nhân dân rơi vào cảnh khốn cùng, lại thêm chính trị bại hoại, quan viên địa phương thúc bách thuế má không tha . Không còn đường sống, người Hồi liên kết với người Hán, tức là "cùng hoang dân hợp đảng" , tiến hành bạo động, phản kháng chính quyền.
Năm Sùng Trinh đầu tiên (1628), Mã Thủ Ứng vốn là binh sĩ biên phòng, dựng cờ nổi dậy, kêu gọi binh, dân không kể Hán, Hồi: "có dân đói, có Trấn binh, có Hồi Di gia nhập" , tổ chức thành một đội quân tinh nhuệ . Ban đầu nghĩa quân hoạt động ở một dải đông bộ Cam Túc và bắc bộ Thiểm Tây.
Tháng 3 năm thứ 3 (1630), ông cùng bọn "Bát kim cương", Vương Tử Thuận vượt Hoàng Hà tiến vào Sơn Tây, phá Tương Lăng, Cát Châu, Thái Bình.
Năm thứ 4 (1631), Mã Thủ Ứng gia nhập liên quân của minh chủ Vương Tự Dụng.
Năm thứ 5 (1632), bọn Mã Thủ Ứng cùng Vương Tự Dụng tiến quân Hà Nam, hoạt động ở Thanh Hóa, Tu Vũ, không lâu sau chuyển vào núi Thái Hành,.

### Lưu động tác chiến
Tháng 5 năm thứ 6 (1633), ông cùng bọn "Hỗn thiên vương" soái mấy vạn quân ra khỏi Thái Hành, đông tiến Hà Bắc, uy hiếp các huyện Hàm Đan, Sa Hà. Vương Tự Dụng mất, Cao Nghênh Tường được đề cử làm minh chủ, đưa nghĩa quân vượt Hoàng Hà ở Mẫn Trì sang bờ nam, bất ngờ xông ra tây bộ Hà Nam.
Tháng 3 năm thứ 7 (1634), Mã Thủ Ứng liên kết với bọn "Quá thiên tinh", "Mãn thiên tinh" cả thảy 5 doanh, thần tốc từ tây bộ Hà Nam tiến vào Hồ Bắc, đi qua Tảo Dương, Ba Đông, từ phía tây tiến vào Tứ Xuyên, đánh phá trọng trấn Quỳ Châu thuộc Xuyên Đông. 3 vạn nhân mã của bọn Mã Thủ Ứng lưu lại Tứ Xuyên một thời gian ngắn, là lực lượng nông dân vũ trang tiến vào Tứ Xuyên sớm nhất. Không lâu sau, bọn họ quay lại Hồ Quảng, tạm đồn trú ở bến Hoàng Long thuộc Vân Dương, rồi chuyển vào vùng núi Thương Lạc thuộc nam bộ Thiểm Tây, hợp binh với bọn "Hỗn thế vương" được mấy vạn người, chống lại cuộc vây tiễu của quan quân. Nghĩa quân từng xông vào Quan Trung, đóng trại dài hơn 50 dặm, đánh vỗ mặt Tây An.
Tháng giêng năm thứ 8 (1635), ông là một trong 13 thủ lĩnh nghĩa quân tham dự đại hội Huỳnh Dương. Tháng 8, bọn Mã Thủ Ứng từ Thương Lạc đông tiến Hà Nam, lấy vùng núi Tích Xuyên làm cứ điểm, ở một dải Lư Thị, Vĩnh Ninh, Thiểm Châu, Linh Bảo, Nam Dương thuộc tây bộ Hà Nam kiến trì chống lại quan quân. Tháng 10 năm thứ 8 (1635), ông giả trang thành quan quân, đến Thiểm Châu nói dối là đổi ngựa, thừa cơ đột nhập Quan sương (Quan: cửa ải, Sương: trái nhà), bất ngờ chiếm lấy thành.
Tháng 8 năm thứ 9 (1636), Mã Thủ Ứng đốt Tây quan của phủ Khai Phong. Tại Yên Lăng, Phù Câu thuộc Hà Nam, quan quân của Tả Lương Ngọc đuổi nà ông không tha. Mã Thủ Ứng nhắm hướng Trịnh Châu mà chạy, dụ quan quân vào Giáp Sơn, rồi quay ra vây chặt lấy. Tả Lương Ngọc hết lương lại không có viện quân, từng tuyệt vọng muốn tự sát, sau đó đột vây chạy trốn.
Từ năm thứ 10 (1637) đến thứ 15 (1642), ông hội họp với bọn "Cách lý nhãn" Hạ Nhất Long, "Tả kim vương" Hạ Cẩm, "Cải thế vương" Lưu Hi Nghiêu, "Loạn thế vương" Lận Dưỡng Thành, lấy vùng núi Anh Sơn, Hoắc Sơn thuộc đông bộ Hồ Bắc làm cứ điểm, hoạt động ở giao giới 3 tỉnh An Huy, Hà Nam, Hồ Bắc, trường kỳ đấu tranh với quan quân, được gọi là Cách, Tả ngũ doanh hay Hồi, Cách ngũ doanh.

### Giai đoạn cao trào
Năm thứ 15 (1642), Cách, Tả ngũ doanh liên kết với Lý Tự Thành, chủ yếu hoạt động ở một dải tây bộ Hồ Bắc và tây bắc bộ Hồ Nam, đánh chiếm được các nơi Di Lăng, Lễ Châu, Thường Đức. Cách, Tả ngũ doanh còn đưa quân về Hà Nam phối hợp với Lý Tự Thành trong nhiều chiến dịch quan trọng, Mã Thủ Ứng được Lý Tự Thành đặt hiệu "Vĩnh Phụ Doanh Anh Vũ tướng quân " . Sau khi Tự Thành đánh lên Bắc Kinh, để ông lại giữ các nơi Thừa Thiên, Kinh Châu, Lễ Châu, trở thành thế lực một phương, Trương Hiến Trung ở Tứ Xuyên cũng phái người đến giữ quan hệ hữu hảo với ông.
2 năm sau (1644), Mã Thủ Ứng bệnh mất, không kịp nhìn thấy kết cục bi thảm của khởi nghĩa nông dân cuối đời Minh. Lực lượng của ông tuy không được nhiều sách vở đương thời và sau này nhắc đến nhiều, nhưng chắc chắn không hề tan rã . Trong chiếu thư được phát ra vào tháng 4 năm Thuận Trị thứ 2 (1645) của nhà Thanh nêu rõ: bấy giờ nông dân vũ trang thì ở Tứ Xuyên có Trương Hiến Trung, Hồ Bắc có bọn "Lão Hồi Hồi" vẫn còn kiên trì đấu tranh kháng Thanh .

## Đánh giá
Mã Thủ Ứng lấy trí thắng địch, thực hiện phép lưu động tác chiến một cách xuất sắc, chiến dịch Giáp Sơn là điển hình. Triều đình nhà Minh đánh giá ông là một tay "lắm mưu kế lừa lọc"  trong các thủ lĩnh nông dân. Mã Thủ Ứng nhận được sự tín nhiệm của thủ lĩnh các cánh quân khác, thường được đề cử làm "mưu chủ" .
Ông trung thành với lý tưởng của cuộc khởi nghĩa, năm Sùng Trinh thứ 9 (1636) từng giết tổng binh Vương Tiến Trung đến dụ hàng , bị đánh giá là "phản phúc xảo trá, giữ ác không chừa" .
Trong phong trào khởi nghĩa nông dân cuối đời Minh, Mã Thủ Ứng có uy tín cực lớn, chỉ xếp sau Lý Tự Thành, Trương Hiến Trung, ông cũng có mối quan hệ hữu hảo với cả hai nhân vật lớn này. Lý Tự Thành có thể nghi ngờ mà giết chết La Nhữ Tài, người cũng đã từng nhiều lần điều đình xung đột Lý – Trương, nhưng khi đánh lên Bắc Kinh vẫn tín nhiệm để lại hậu phương cho Mã Thủ Ứng.